# Тику-Тику
Мануэ́л Жозе́ Луи́ш Букуа́не (порт. Manuel José Luís Bucuane), более известный как Ти́ку-Ти́ку (порт. Tico-Tico; 16 августа 1973, Лоренсу-Маркиш, Португальская Восточная Африка) — мозамбикский футболист, имеющий также гражданство ЮАР, нападающий. Выступал за сборную Мозамбика.

## Карьера

### Клубная
Профессиональную карьеру начал в 1992 году в клубе «Дешпортиву ди Мапуту» из столицы Мозамбика, за 3 сезона провёл 63 матча, в которых забил 35 голов. В 1994 году переехал в Португалию, где продолжил карьеру в клубе «Эштрела» из Амадоры, проведя в нём 3 сезона, за которые в сумме сыграл 28 встреч и забил 11 мячей.
В 1996 году вернулся в Африку, пополнив ряды клуба «Джомо Космос» из ЮАР, за который затем выступал до 2000 года, проведя за это время 113 матчей и забив 57 голов в ворота соперников. В начале 2000 года отправился в США, где полгода выступал за «Тампа-Бэй Мьютини» из Тампы, сыграл 18 встреч, забил 4 мяча, после чего, в июле, вернулся в «Джомо Космос», где затем выступал до 2004 года, проведя в сумме 104 игры, в которых забил 32 гола.
В начале 2005 года пополнил ряды клуба «Суперспорт Юнайтед» из Претории, за который затем играл до конца 2006 года, проведя 40 матчей и забив 8 мячей, после чего перешёл в клуб «Орландо Пайретс» из Йоханнесбурга, где затем выступал до лета 2008 года, проведя 21 игру и забив 4 гола.
Сезон 2008/09 начал в клубе «Марицбург Юнайтед» из Питермарицбурга, сыграл 8 матчей, однако затем в разгар сезона снова вернулся в «Джомо Космос», где затем выступал до лета 2010 года, проведя 14 матчей, забив 1 мяч и став, вместе с командой, победителем Первого дивизиона ЮАР в сезоне 2008/09, что давало право выхода в Высший дивизион. Однако в Премьер-лиге дела у клуба не пошли, и по итогам сезона 2009/10 команда заняла последнее 16-е место и вернулась в Первый дивизион.
Летом 2010 года Тику-Тику вернулся на родину, перейдя в клуб «Дешпортиву ди Мапуту», в котором в своё время начинал карьеру игрока. В 2011 году завершил профессиональную карьеру футболиста.

### В сборной
В составе главной национальной сборной Мозамбика выступает с 1992 года, сыграл в её составе 2 матча, в которых забил 2 мяча (оба 23 апреля 2000 года Судану, матч завершился победой Мозамбика 2:1), в отборочном турнире к чемпионату мира 2002 года, 2 встречи в отборочном турнире к чемпионату мира 2006 года и 10 игр, в которых забил 2 гола (22 июня 2008 года Мадагаскару и 9 сентября 2009 года Кении), в отборочном турнире к чемпионату мира 2010 года.
Участвовал в 3-х кубках африканских наций: 1996, 1998 и 2010, на которых, однако, Мозамбик каких-либо значимых успехов не достиг.

## Достижения

### Командные
«Джомо Космос»
Победитель Первого дивизиона ЮАР (выход в Высший дивизион): (1)
- 2008/09